# کاروانسرای قلعه شور
کاروانسرای قلعه شور مربوط به دوره قاجار است و در شهرستان اصفهان، روستای قلعه شور واقع شده و این اثر در تاریخ ۱۷ خرداد ۱۳۷۹ با شمارهٔ ثبت ۲۶۹۹ به‌عنوان یکی از آثار ملی ایران به ثبت رسیده‌است.